# L'ombra del bastone
L'ombra del bastone è un romanzo di Mauro Corona del 2005, che racconta la tribolata vita di Severino Corona detto "Zino", di suo fratello Bastiano detto "Bastianin", di Benvenuto Martinelli detto "Raggio" e del paese stesso, Erto, popolato di leggende e fatti sconcertanti.

## Trama
Il 27 novembre del 2003, alla porta dello studio-abitazione di Erto di Mauro Corona, si presenta un signore della "bassa" friulana, portando un quaderno nero che recava in calce la firma di Severino Corona. Lo "straniero" leggendone una parte, credeva che colui che l'aveva scritto fosse parente di Mauro, dato che portava lo stesso cognome e veniva dallo stesso paese.
Il quaderno, scritto come un diario, era rovinato in parte, e lo stesso Corona dovette stare attento a come maneggiarlo per non causarne la distruzione. Sul quaderno c'era scritta la data: 1920. Dopo averne separato le pagine, incollate dal tempo, riuscì a ricavarne la storia di Zino Corona, nato il 13 settembre del 1879 in quel di Erto.
Zino e Bastianin, suo fratello, restarono orfani molto giovani: il loro padre Giuliano (Zolian de la Cuaga), era un pastore e fu ucciso nel bosco per ragioni misteriose e la madre morì di crepacuore alla notizia di non poter più vedere il marito. I due ragazzini furono accuditi da una delle sorelle di sua madre, che però aveva il vizio di bere, nonostante fosse una brava donna. I due nel frattempo crescono: Zino decise di fare il boscaiolo, vendendo tutte le mucche di proprietà della famiglia e Bastianin andò a diventare un fabbro, sotto la supervisione del leggendario "Mano del Conte", di cui si diceva che fosse in grado di fare le ali alle mosche, col martello. Zino racconta la storia della sua prima amante, che si era uccisa dopo aver abortito il figlio del protagonista. Zino successivamente divenne amico di Benvenuto Martinelli, detto "Raggio", dato che era nato dopo dieci anni che i suoi genitori erano sposati, e quella nascita era vista come un raggio di sole nella casa. 
Con Raggio non rimasero solo amici, diventarono anche soci, nell'unica latteria di Erto, e cominciavano a vivere bene. Ma le cose, al protagonista, non sono destinate ad andare bene: Raggio si era sposato con una donna un po' strana: taciturna, intrigante, una donna tutta d'un pezzo che però non era in grado di partorire. Questa donna cominciò a provocare Zino, volendo sedurlo e alla fine riuscì nell'impresa. Per un periodo di tempo lo lasciò in pace, come da accordi, ma poi tornò alla carica fino a che i due non diventarono amanti. Raggio non sospettava niente, credendolo amico, ma la moglie cominciò a parlare di levarlo di mezzo affinché i due potessero vivere in pace, trovando uno sdegnato rifiuto da parte di Zino. Le cose precipitarono: Bastianin finì in carcere a Udine per aver ucciso un uomo che aveva avvelenato la propria donna, facendola impazzire. 
La moglie di Raggio, capendo che Zino non voleva uccidere il marito, disse che ci avrebbe pensato lei, con dei funghi velenosi (l'autore parla di "falci bianche", riconducibili alla Amanita Phalloides), così lui capisce che l'amico è comunque condannato, così pensa di somministrargli la belladonna, una pianta che poteva portare alla pazzia, la stessa che aveva usato il rivale di Bastianin per avvelenare la sua donna. Raggio impazzisce, ma siccome non faceva del male a nessuno, non fu trasferito al manicomio, a differenza della cognata di Zino. Zino e la moglie di Raggio vissero come una coppia, sebbene in clandestinità, fino al momento che lei non impazzì e nascose un feto abortito nella "forma granda", il formaggio destinato al prete del paese, che l'avrebbe diviso coi poveri. Fu scoperta e minacciata della galera, ma entrò in uno stato catatonico e non si riprese mai più, neanche dopo il trasferimento al manicomio. Raggio soffriva di frequenti allucinazioni che gli facevano credere di essere il re del paese, con tanto di corona, trono e come scettro un bastone da montagna con incisi alcuni animali. Proprio quel bastone, fu l'arma con cui dichiarò la sua vendetta a Zino:
(Raggio)
Zino cercò in tutti i modi di stare lontano da Raggio, oberato dal senso di colpa per avergli rubato la donna e averlo reso pazzo, ma Raggio voleva a tutti i modi vendicarsi. Diventati entrambi pastori e regalata la latteria a un povero disgraziato rimasto vedovo con tre figli, si ritirarono sui pascoli alti, prudentemente distanti, ma Raggio coglieva ogni occasione per cercarlo e provare ad ucciderlo. Si incontrarono vicino ad terreno pieno di foibe, dove difficilmente si passava per il rischio di perdere qualche bestia in quei buchi profondi chilometri, Raggio attaccò e cominciarono a girare intorno al buco, con Zino che scappava e Raggio dietro che lo rincorreva, fino a che Raggio con cadde nello stretto budello, sfracellandosi sulle rocce che finivano sul fiume Vajont. Zino, non riusciva più a vivere in quei posti maledetti, così barattò le proprie bestie per un carretto di prodotti intagliati nel legno, da vendere nel Friuli pianeggiante, dove pensava che non avrebbe più avuto davanti agli occhi quella triste vicenda. 
Vagò per i paesi del Friuli, vendendo quello che poteva, e girando per conoscere un po' il mondo, dei soldi non aveva molta considerazione, bastava che potesse pagarsi qualcosa da mangiare e da bere. Proprio per bere un po' di vino, il 19 luglio 1920, entrò in una osteria di Camino al Tagliamento, ma appena entrato notò alla sua sinistra un bastone appeso alla parete: era il bastone di Raggio. Si sentì male, e fingendosi noncurante chiese all'oste dove l'avesse trovato, sentendosi rispondere che era sul greto del fiume, quando l'aveva trovato. Da quel momento, Zino capì che la sua vita era finita, i rimorsi lo inseguivano come cani furiosi, e decise di farla finita. In quel periodo lontano da Erto era diventato amico di una famiglia di contadini, e capitava spesso che tornasse da loro a dare una mano in cambio di ospitalità. Stette insieme alla moglie del padrone prima di farla finita, e di fatto diventò prima padre e poi nonno, proprio di quel misterioso friulano che portò il quaderno a Mauro Corona.

## Curiosità
Nel libro vengono citati i nomi di alcuni abitanti di Erto, tra cui Neve Corona, protagonista del romanzo Storia di Neve dello stesso autore, il vecchio boscaiolo maestro di Zino, Santo Corona della Val Martin, protagonista dell'ultimo romanzo di Corona, Il canto delle manére.

## Edizioni
- Mauro Corona, L'ombra del bastone, collana Omnibus, Mondadori, 2005,  p. 272, ISBN 88-04-54857-6.